# 朱可心
朱可心（1904年—1986年3月26日），本名朱凯长，江苏宜兴人，紫砂壶名家，“紫砂七老”之一。

## 生平
朱可心出生于宜兴蜀山镇，14岁时师从紫砂艺人汪生义，开始其紫砂壶艺生涯。1927年，他在师兄吴云根引荐下，赴江苏省立宜兴职业学校窑业科担任工场教员。1931年改任窑业科专任教师，同时兼任实验工场技师。抗日战争期间学校停办。抗战结束后，他回校继续担任教员。
中华人民共和国成立后，朱可心于1954年赴中央美术学院华东分院（今中国美术学院）民间美术工艺研究班学习。同年参加蜀山陶业生产合作社（宜兴紫砂工艺厂前身）并出任监事。1956年，被江苏省人民政府任命为七位技术辅导员之一，即后来人称“紫砂七老”。他培养的弟子包括潘春芳、鲍新元、史志鹏、李芹仙、李碧芳、倪顺生、曹婉芬、吴庆安、汪寅仙、范洪泉等。1979年，获“工艺美术师”职称。
朱可心于1986年3月26日逝世，终年82岁。2003年，由其多位亲属、弟子编辑的《朱可心紫砂陶艺百年纪念》专册由上海人民出版社出版。